# گوتیه ماتو
گوتیه ماتو (انگلیسی: Gauthier Mahoto؛ زادهٔ ۲۱ فوریهٔ ۱۹۹۲) بازیکن فوتبال اهل فرانسه است.
از باشگاه‌هایی که در آن بازی کرده‌است می‌توان به باشگاه فوتبال آ. ا. ک آتن و باشگاه فوتبال پورتسموث اشاره کرد.